# Snaten
Snaten är en sjö i Bollnäs kommun i Hälsingland och ingår i Ljusnans huvudavrinningsområde. Sjön är 7 meter djup, har en yta på 1,64 kvadratkilometer och befinner sig 148,1 meter över havet.

## Delavrinningsområde
Snaten ingår i det delavrinningsområde (682553-153445) som SMHI kallar för Utloppet av Snaten. Medelhöjden är 166 meter över havet och ytan är 10,89 kvadratkilometer. Räknas de 13 avrinningsområdena uppströms in blir den ackumulerade arean 38,98 kvadratkilometer. Ängaån (Millmyrån) som avvattnar avrinningsområdet har biflödesordning 2, vilket innebär att vattnet flödar genom totalt 2 vattendrag innan det når havet efter 75 kilometer. Avrinningsområdet består mestadels av skog (61 procent) och jordbruk (11 procent). Avrinningsområdet har 1,59 kvadratkilometer vattenytor vilket ger det en sjöprocent på 14,6 procent.